# Мергасовы
Мергасовы — русский дворянский род.
Потомство Петра Елизаровича Мергасова, вотчинника в Галичском уезде (1635). Род Мергасовых внесён в VI часть родословной книги Костромской губернии.

## Описание герба
В золотом щите чёрный курган, над ним три червлёных колоса.
Щит увенчан дворянским коронованным шлемом. Нашлемник: вертикально три червлёных колоса. Намёт: справа чёрный с золотом, слева червлёный с золотом.